# Paulo Vitor (calciatore 2001)
Paulo Vitor Leal Sousa Lima (Imperatriz, 19 luglio 2001) è un calciatore brasiliano, difensore del Vitória Guimarães in prestito dall'Akron Togliatti.

## Carriera
Cresciuto nelle giovanili di Marília e Timon, ha iniziato la sua carriera calcistica con l'Imperatriz dove ha giocato in Série D e nel Campionato Maranhense. L'anno successivo è stato acquistato dal Botafogo-PB dove ha trascorso una stagione da titoare in terza divisione.
Nell'estate del 2022 è stato acquistato a titolo definitivo dal Nacional, club di seconda divisione portoghese; ha debuttato con i lusitani l'11 settembre nell'incontro di campionato vinto 2-1 contro il Covilhã.
Il giugno 2024 ha firmato con i russi dell'Akron Togliatti; dopo una sola stagione è tornato in Portogallo passando in prestito al Vitória Guimarães in prima divisione.

## Statistiche

### Presenze e reti nei club
Statistiche aggiornate al 4 luglio 2025.
| Stagione        | Squadra         | Campionato      | Campionato | Campionato | Coppe nazionali | Coppe nazionali | Coppe nazionali | Coppe continentali | Coppe continentali | Coppe continentali | Altre coppe | Altre coppe | Altre coppe | Totale | Totale | Totale |
| Stagione        | Squadra         | Comp            | Pres       | Reti       | Comp            | Pres            | Reti            | Comp               | Pres               | Reti               | Comp        | Pres        | Reti        | Pres   | Reti   |        |
| --------------- | --------------- | --------------- | ---------- | ---------- | --------------- | --------------- | --------------- | ------------------ | ------------------ | ------------------ | ----------- | ----------- | ----------- | ------ | ------ | ------ |
| 2021            | Imperatriz      | PD/MA+D         | 5+9        | 0          | CB              | 0               | 0               | -                  | -                  | -                  | CdN+FMF     | 2+3         | 0           | 19     | 0      |        |
| 2022            | Botafogo-PB     | PD/PB+C         | 9+14       | 0          | CB              | 0               | 0               | -                  | -                  | -                  | CdN         | 9           | 0           | 32     | 0      |        |
| 2022-2023       | Nacional        | SL              | 16         | 0          | CP+CdL          | 1+0             | 0               | -                  | -                  | -                  | -           | -           | -           | 17     | 0      |        |
| 2023-2024       | Nacional        | SL              | 32         | 0          | CP+CdL          | 4+3             | 0               | -                  | -                  | -                  | -           | -           | -           | 39     | 0      |        |
| 2024-2025       | Akron Togliatti | PL              | 16         | 0          | CR              | 3               | 0               | -                  | -                  | -                  | -           | -           | -           | 19     | 0      |        |
| Totale carriera | Totale carriera | Totale carriera | 101        | 0          |                 | 11              | 0               |                    | -                  | -                  |             | 14          | 0           | 126    | 0      |        |